# Patlejna-Gletscher
Der Patlejna-Gletscher (bulgarisch ледник Патлейна lednik Patlejna) ist ein 5,5 km langer und 2,5 km breiter Gletscher im westantarktischen Ellsworthland. Er liegt auf der Ostseite des nordzentralen Teils der Sentinel Range im Ellsworthgebirge, fließt nördlich des oberen Abschnitts des Ellen-Gletschers von den Osthängen des Mount Todd in nordnordwestlicher Richtung und mündet südöstlich des Mount Goldthwait in den Embree-Gletscher.
US-amerikanische Wissenschaftler kartierten ihn 1988. Die bulgarische Kommission für Antarktische Geographische Namen benannte ihn 2010 nach der Ortschaft Patlejna im Nordosten Bulgariens.